# Ophiomyia debilis
Ophiomyia debilis är en tvåvingeart som beskrevs av Spencer 1981. Ophiomyia debilis ingår i släktet Ophiomyia och familjen minerarflugor. Inga underarter finns listade i Catalogue of Life.